# David Vega Hernández
David Vega Hernández (ur. 23 czerwca 1994 w Telde) – hiszpański tenisista.

## Kariera tenisowa
W rozgrywkach cyklu ATP Tour Hiszpan wygrał pięć turniejów w grze podwójnej z siedmiu rozegranych finałów. W karierze zwyciężał również w deblowych turniejach rangi ATP Challenger Tour.
W 2019 roku podczas French Open zadebiutował w turnieju głównym imprezy wielkoszlemowej w grze podwójnej. Razem z Alexem de Minaurem odpadli w pierwszej rundzie.
W rankingu gry pojedynczej najwyżej był na 403. miejscu (21 lipca 2014), a w klasyfikacji gry podwójnej na 28. pozycji (13 lutego 2023).

### Finały w turniejach ATP Tour
| Legenda                                      |
| -------------------------------------------- |
| Wielki Szlem                                 |
| Igrzyska olimpijskie                         |
| Tennis Masters Cup / ATP Finals              |
| ATP Masters Series / ATP Tour Masters 1000   |
| ATP International Series Gold / ATP Tour 500 |
| ATP International Series / ATP Tour 250      |

#### Gra podwójna (5–2)
| Końcowy wynik | Nr | Data                | Turniej     | Nawierzchnia  | Partner          | Przeciwnicy                     | Wynik finału         |
| ------------- | -- | ------------------- | ----------- | ------------- | ---------------- | ------------------------------- | -------------------- |
| Zwycięzca     | 1. | 24 lipca 2021       | Umag        | Ceglana       | Fernando Romboli | Tomislav Brkić Nikola Ćaćić     | 6:3, 7:5             |
| Zwycięzca     | 2. | 9 kwietnia 2022     | Marrakesz   | Ceglana       | Rafael Matos     | Andrea Vavassori Jan Zieliński  | 6:1, 7:5             |
| Finalista     | 1. | 1 maja 2022         | Monachium   | Ceglana       | Rafael Matos     | Kevin Krawietz Andreas Mies     | 6:4, 4:6, 7–10       |
| Zwycięzca     | 3. | 25 czerwca 2022     | Santa Ponça | Trawiasta     | Rafael Matos     | Ariel Behar Gonzalo Escobar     | 7:6(5), 6:7(6), 10–1 |
| Zwycięzca     | 4. | 17 lipca 2022       | Båstad      | Ceglana       | Rafael Matos     | Simone Bolelli Fabio Fognini    | 6:4, 3:6, 13–11      |
| Zwycięzca     | 5. | 2 października 2022 | Sofia       | Twarda (hala) | Rafael Matos     | Fabian Fallert Oscar Otte       | 3:6, 7:5, 10–8       |
| Finalista     | 2. | 9 października 2022 | Tokio       | Twarda        | Rafael Matos     | Mackenzie McDonald Marcelo Melo | 4:6, 6:3, 4–10       |